# St. Agatha (Neuhaus)

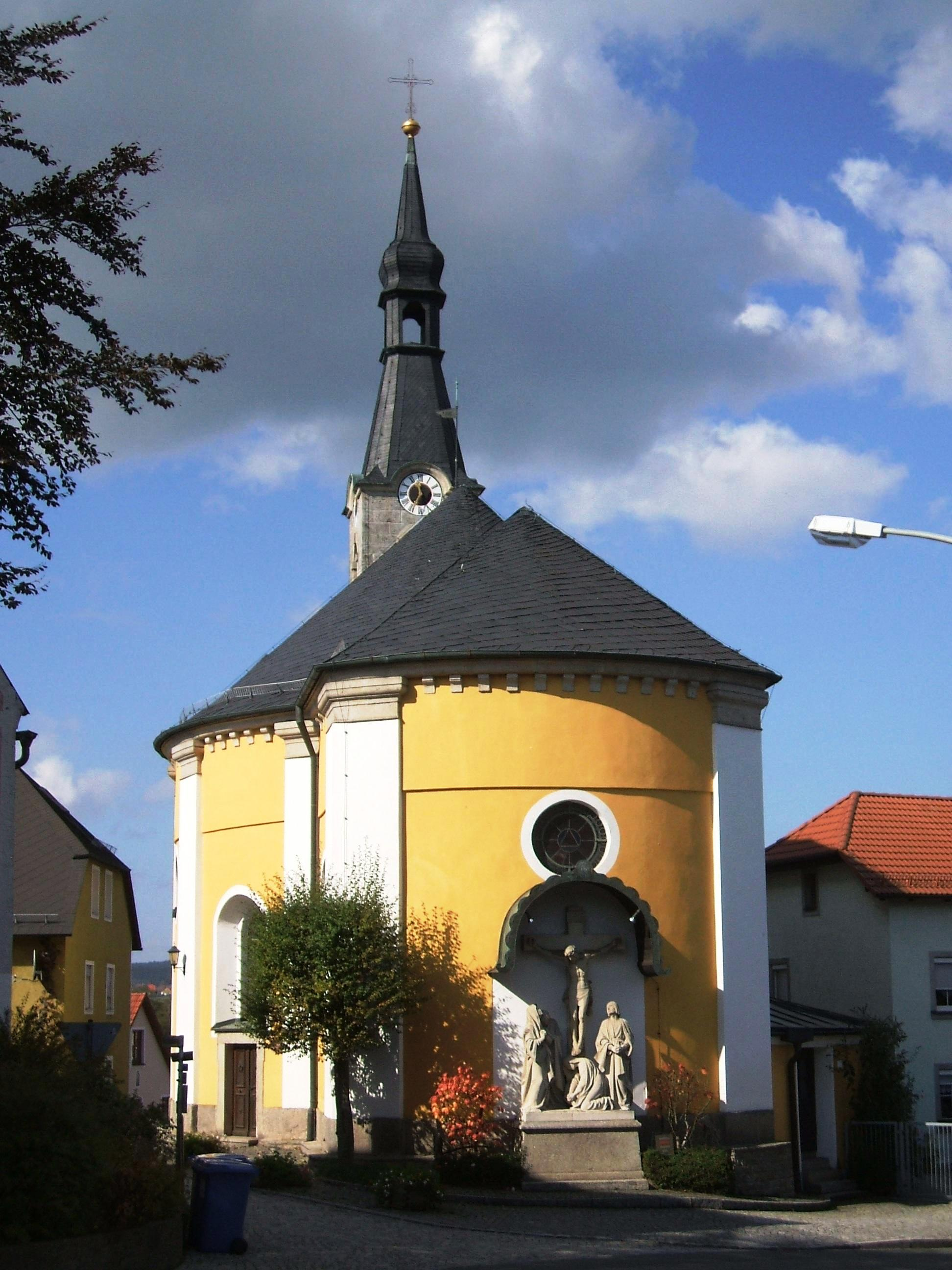
Die dem Ort zugewandte Rückseite der Kirche

Die Kirche St. Agatha ist eine römisch-katholische Kirche in Neuhaus, einem Ortsteil der Stadt Windischeschenbach im Landkreis Neustadt an der Waldnaab in der nördlichen Oberpfalz.

## Geschichte und Beschreibung

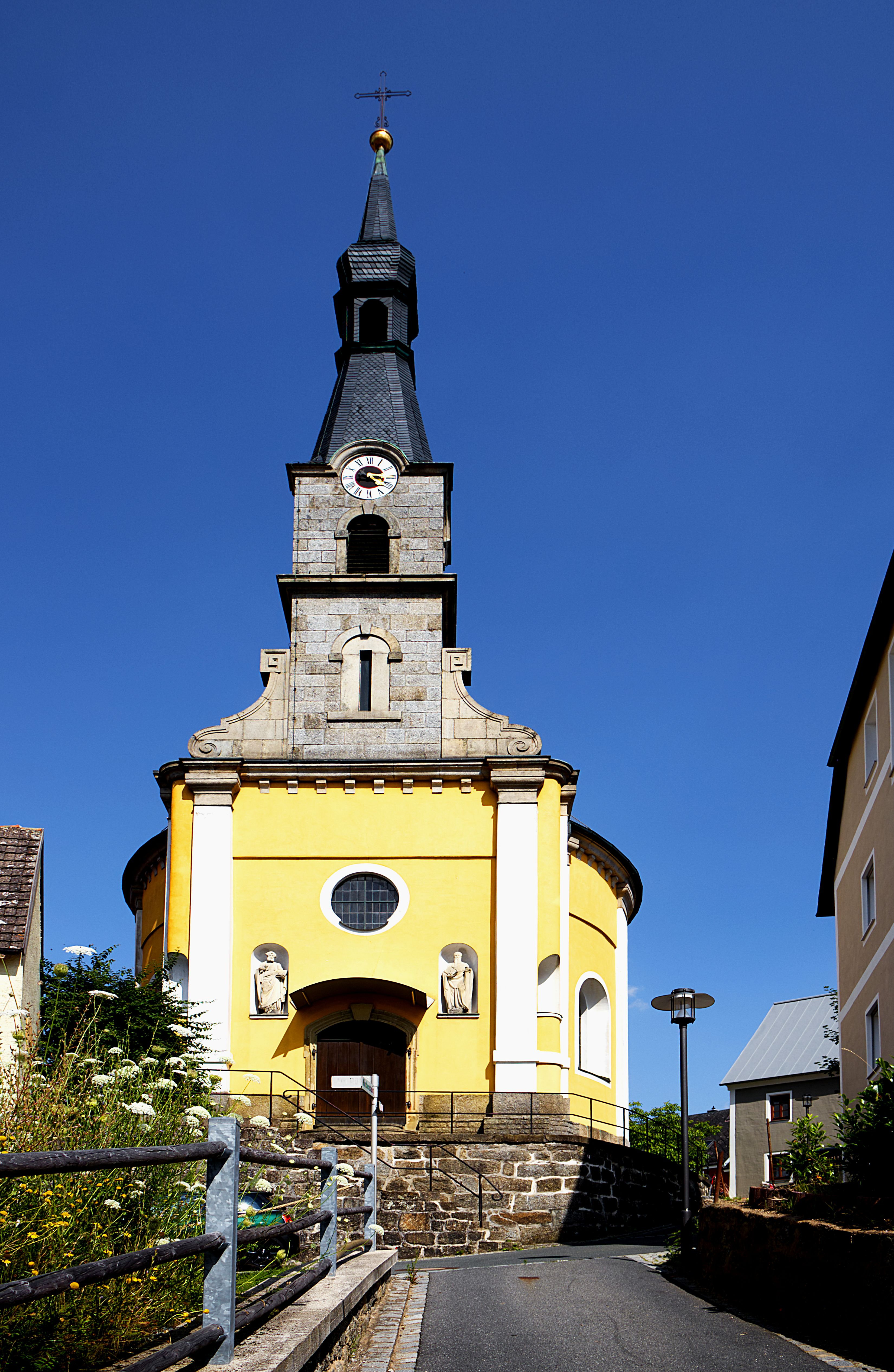
Die dem Tal zugewandte Vorderseite der Kirche

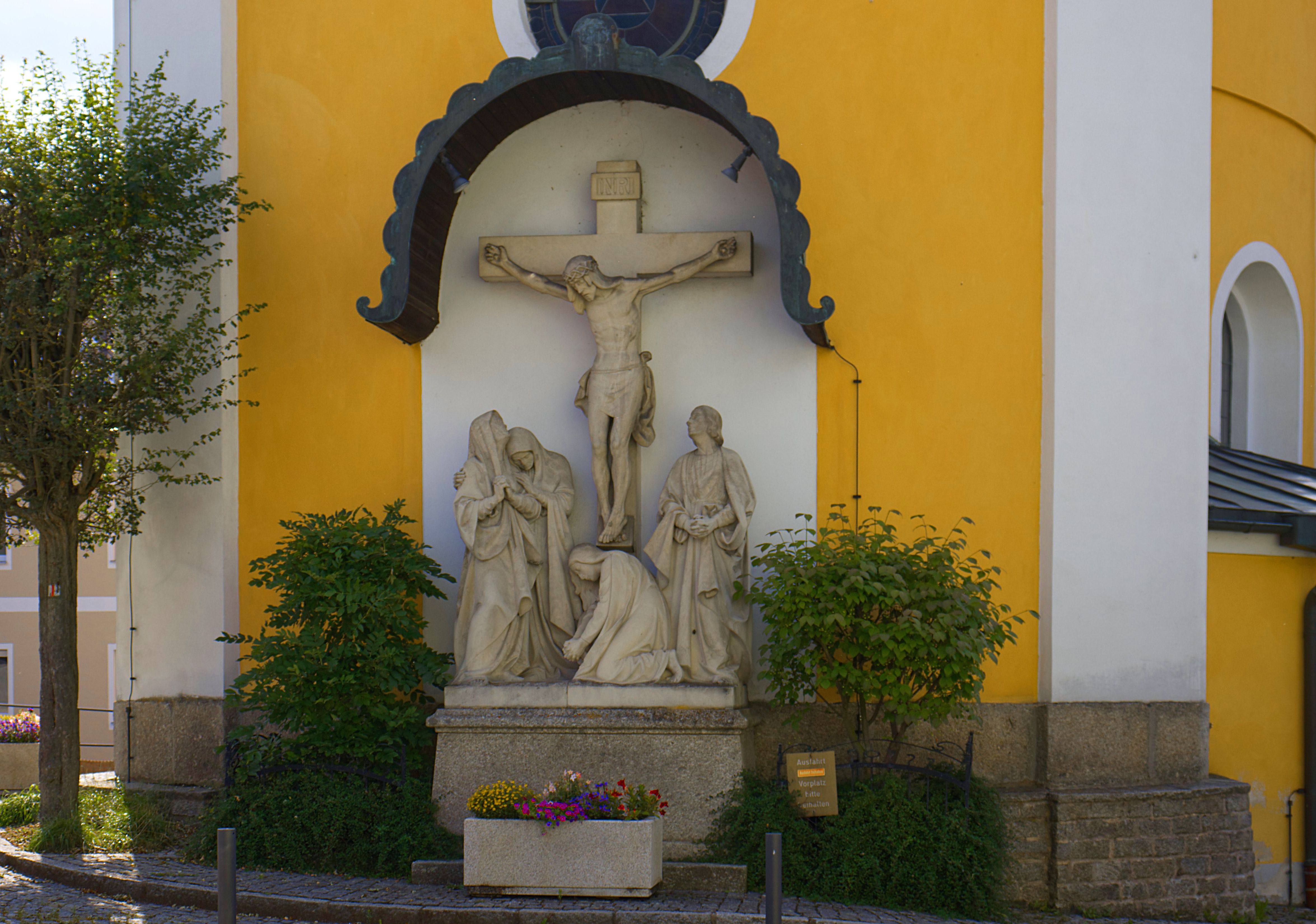
Kreuzigungsgruppe an der Rückseite der Kirche

Im Neuhaus bei Windischeschenbach wurde nach der Gründung des Ortes im Jahr 1393 eine kleine, der Heiligen Agatha geweihte Kapelle erbaut. Diese Kirche wurde beim großen Brand im Jahr 1662, bei dem fast der ganze Ort abbrannte, vollständig zerstört. Erst rund 90 Jahre später wurde 1751 und 1752 eine neue Kirche nach den Plänen des Klosterbaumeisters des Klosters Waldsassen, Philipp Muttone, errichtet. Nach einem Brand am 17. Juni 1887 wurde das Türmchen neu gebaut, die Außenmauern wurden um etwa zwei Meter erhöht. Die bisherige Holzdecke wurde durch ein Gewölbe aus Ziegel ersetzt und eine neue Inneneinrichtung angeschafft. Die drei Altäre wurden im Jahr 1760 von Johann Peter Pacher gefertigt und stammen aus der Katharinenkirche in Amberg.
Acht Bilder im Gewölbe der Kirche stellen dar: die Aufnahme der Heiligen Agatha in den Himmel, der Heilige Franziskus erhält die Wundmale, den Heiligen Josef mit dem Jesuskind, der Heilige Johannes pflegt einen Kranken, den Heiligen Aloisius, die Heilige Monika, den Heiligen Petrus und den Heiligen Antonius. Am unteren Rande des ersten Bildes steht die Jahreszahl 1898.
Die 14 Kreuzwegstationen sind auf Leinwand gemalt und stammen von dem Maler Ernstberger aus Regensburg. Es ist anzunehmen, dass dieser Maler die gesamte bildliche Ausstattung der Kirche geschaffen hat. Das heutige Altarbild stammt vom gebürtigen Neuhauser Kunstmaler Leo Steinhauser und wurde in den 1960er Jahren angebracht.